# 最高宝
『最高宝』（さいこうほう）は、日本のシンガーソングライター、中村一義の2枚目のベストアルバム。2011年4月13日発売。発売元はFIVE D plus。

## 解説
- 2枚目となるベストアルバム。中村一義フリークである各界の著名人の選曲によるキャリア初のオールタイム・ベストアルバム。なお、ソロ名義での作品発表は2003年発売のボックス・セット「15 Singles+1 1997-2002」以来8年ぶりとなった。
- 2度の発売延期を経て発売された。当初は2011年3月9日に発売予定であったが、制作上の理由で2011年3月23日発売に延び、さらに東北地方太平洋沖地震の影響で上記の発売日に延期された。
- Disc 1にはソロ時代の楽曲、Disc 2には100s時代の楽曲を収録（「キャノンボール」「セブンスター」は中村一義名義だが、演奏は100s）。全曲リマスタリングが施されている。
- 2CD+DVD盤と2CD盤の2形態で発売。DVDには全24曲のPVを収録。
- 同日にはキャリアを統括するボックス・セット「魂の箱」が同時発売。

## 収録曲

### Disc 1
1. 犬と猫 (4:09)
初出：1stシングル（両A面）
セレクター：曽我部恵一
2. ここにいる (3:13)
初出：1stシングル（両A面）
セレクター：岸田繁（くるり）
3. 永遠なるもの (6:33)
初出：4thシングル
セレクター：世界のナベアツ
4. 主題歌 (5:41)
初出：5thシングル
セレクター：中島英樹・佐内正史
5. 魂の本 (3:57)
初出：6thシングル
セレクター：堂島孝平
6. 笑顔 (4:28)
初出：8thシングル
セレクター：高野寛
7. ピーナッツ (4:29)
初出：3rdアルバム『ERA』収録曲
セレクター：うすた京介
8. ショートホープ (4:08)
初出：3rdアルバム『ERA』収録曲
セレクター：津村記久子
9. ジュビリー (5:31)
初出：9thシングル
セレクター：松本素生 (GOING UNDER GROUND)
10. ハレルヤ (7:51)
初出：10thシングル
セレクター：若杉公徳
本作には3rdアルバム『ERA』に収録されたアルバムバージョンで収録。
11. 最高 (Acoustic Ver.@状況が裂いた部屋) (3:56)
初出：未発表音源
セレクター：塚越隆史

全作詞・作曲・編曲：中村一義

### Disc 2
1. キャノンボール (4:55)
初出：13thシングル（中村一義　名義）
セレクター：DE DE MOUSE
2. セブンスター (4:40)
初出：14thシングル（中村一義　名義）
セレクター：中田敦彦（オリエンタルラジオ）
3. 扉の向こうに (5:16)
初出：100s 1stアルバム『OZ』収録曲
セレクター：木内昇
4. いきるもの (3:39)
初出：100s 1stアルバム『OZ』収録曲
セレクター：草野マサムネ（スピッツ）
5. 希望 (4:35)
初出：100s 3rdシングル
セレクター：佐野元春
6. Q&A (4:17)
初出：100s 2ndアルバム『ALL!!!!!!』収録曲
セレクター：田中知之 (Fantastic Plastic Machine)
7. つたえるよ (3:59)
初出：100s 2ndアルバム『ALL!!!!!!』収録曲
セレクター：やついいちろう（エレキコミック）
8. モノアイ (4:11)
初出：100s 6thシングル
セレクター：横浜聡子
9. 最後の信号 (6:15)
初出：100s 3rdアルバム『世界のフラワーロード』収録曲
セレクター：小出祐介 (Base Ball Bear)
10. 愛すべき天使たちへ (Acoustic Ver.@100st.)  (2:54)
初出：未発表音源
後にスタジオ音源としてアレンジし直されたものが『対音楽』に収録される。

全作詞・作曲：中村一義　編曲：100s

### DVD
MUSIC VIDEO集
1. 犬と猫
2. 街の灯
3. 天才とは
4. 永遠なるもの
5. 主題歌
6. 金字塔
7. 魂の本
8. そこへゆけ
9. 笑顔
10. 生きている
11. ジュビリー
12. 1,2,3
13. ショートホープ
14. 君ノ声
15. キャノンボール
16. セブンスター
17. 新世界
18. A
19. Honeycom.ware
20. 希望
21. ももとせ
22. そりゃそうだ
23. モノアイ
24. 愛すべき天使たちへ (Acoustic Ver.@100st.)